# Milli Vanilli
Milli Vanilli – niemiecki zespół muzyczny założony przez producenta Franka Fariana w 1988 roku, w którym występowali Fabrice „Fab” Morvan (Francuz) i Robert „Rob” Pilatus. Mistyfikacja związana z zespołem okazała się jedną z największych w historii muzyki rozrywkowej.

## Historia zespołu
Debiutancki album grupy All or Nothing osiągnął wielki sukces na światowych rynkach muzycznych. Płyta uhonorowana została amerykańską nagrodą Grammy dla najlepszego nowego artysty 1990 roku. Z tego albumu pochodzą największe przeboje grupy „Girl You Know, It’s True” i „I’m Gonna Miss You”. Debiutancki album sprzedał się w nakładzie 30 milionów egzemplarzy.
W 1989 roku podczas koncertu w Bristolu wyszło na jaw, że wokaliści śpiewają z playbacku. Podczas wykonywania „Girl You Know, It’s True” zacięła się taśma. Według relacji świadków, wokaliści początkowo udawali, że nic się nie stało, po czym uciekli ze sceny, zaś sama publiczność nie przejęła się wpadką. Później Charles Shaw (jeden z prawdziwych głosów Milli Vanilli) w nowojorskiej gazecie „Newsday” wyjawił, że Pilatus i Morvan nigdy nie śpiewali „Girl You Know, It’s True”. Po pewnym czasie Shaw wycofał się ze swych słów, mówiąc, że jego wypowiedź była reklamą nowego albumu. Według plotek Farian miał Shawowi zapłacić 150 tys. dolarów łapówki.
Pomimo pogłosek Milli Vanilli nominowano do nagrody Grammy w kategorii Najlepszy Debiut. Podczas odbierania nagrody w lutym 1990 roku muzycy Milli Vanilli zadedykowali wyróżnienie „wszystkim artystom na świecie”. W połowie 1990 roku Farian wydał oświadczenie, że „wokaliści” Morvan i Pilatus nie uczestniczyli w nagrywaniu płyty, a jedynie występowali w teledyskach. Wyjawienie tych faktów wywołało wielki skandal i przekreśliło dalszą karierę duetu. 19 listopada 1990 roku zespołowi, jako jedynemu do tej pory w historii, odebrano nagrodę Grammy. Decyzją amerykańskiego sądu, osoby, które kupiły płytę Milli Vanilli w USA mogły liczyć na zwrot pieniędzy.
W następnych latach próbowano wskrzesić zespół pod nazwą The Real Milli Vanilli (z Davisem i Howellem, a także Rayem Hortonem i Giną Mohammed), jednak grupa już nie odniosła większego sukcesu, nagrywając tylko jeden album pt. The Moment of Truth w 1991 roku. Wydany w Europie, Azji i Brazylii album tylko w Niemczech znalazł się w Top 20 tamtejszej listy bestsellerów. W 1993 roku Morvan i Pilatus założyli duet Rob & Fab i wydali imienny album, który także nie osiągnął sukcesu, sprzedając się jedynie w nakładzie 2 tys. kopii. 
Po skandalu jeden z członków zespołu, Rob Pilatus, zaczął nadużywać narkotyków i miewać kłopoty z prawem. 2 kwietnia 1998 roku znaleziono go martwego w hotelowym pokoju we Frankfurcie nad Menem. Przyczyną śmierci było przedawkowanie narkotyków i alkoholu, które zażywał w następstwie stanów depresyjnych. Pilatus zmarł w przeddzień rozpoczęcia trasy koncertowej reaktywowanej Milli Vanilli. Z kolei Fab Morvan w 1999 roku rozpoczął karierę solową, której wynikiem było wydanie w 2003 roku pierwszego solowego albumu.